# Plačice

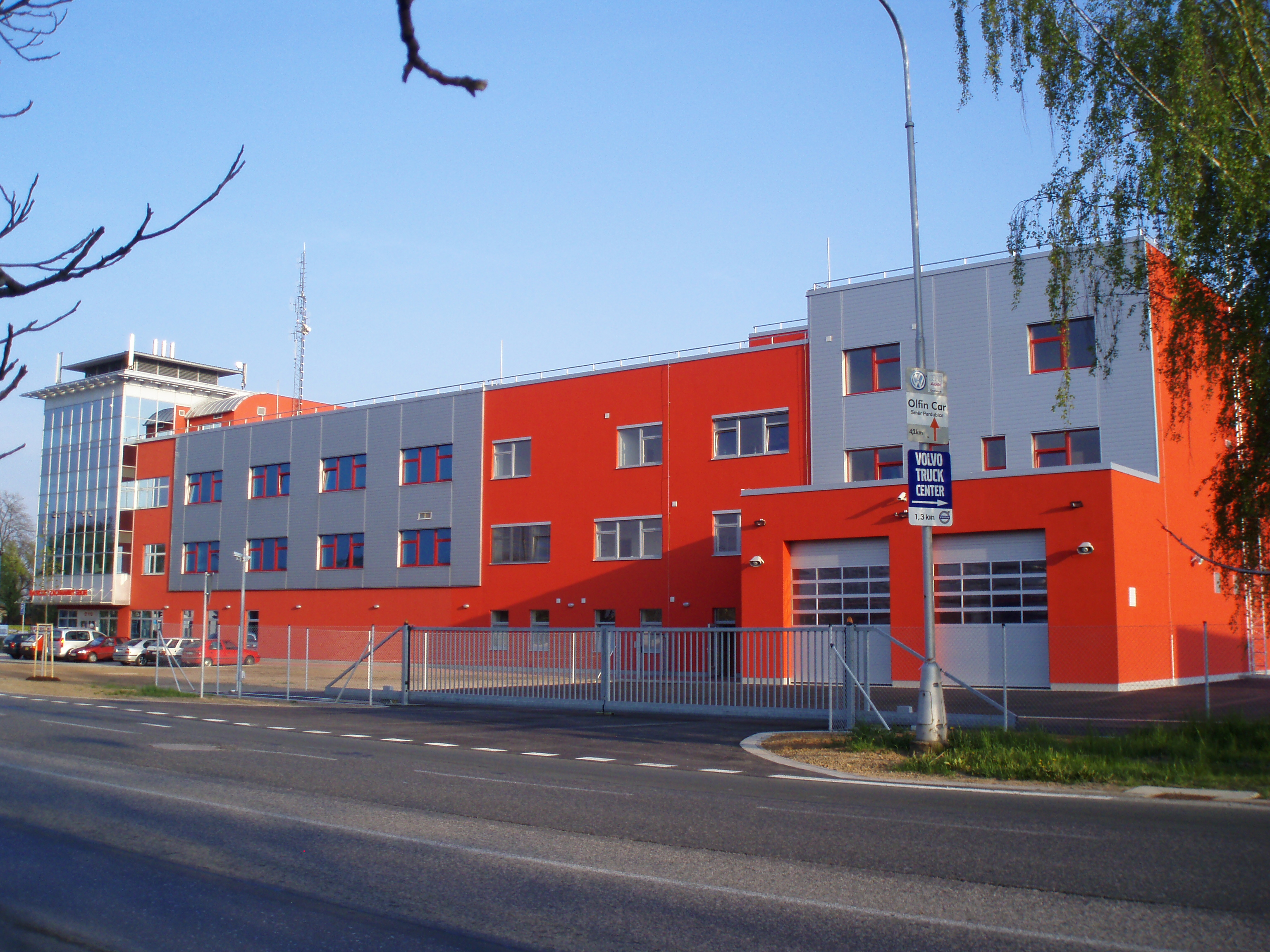
Hauptfeuerwache

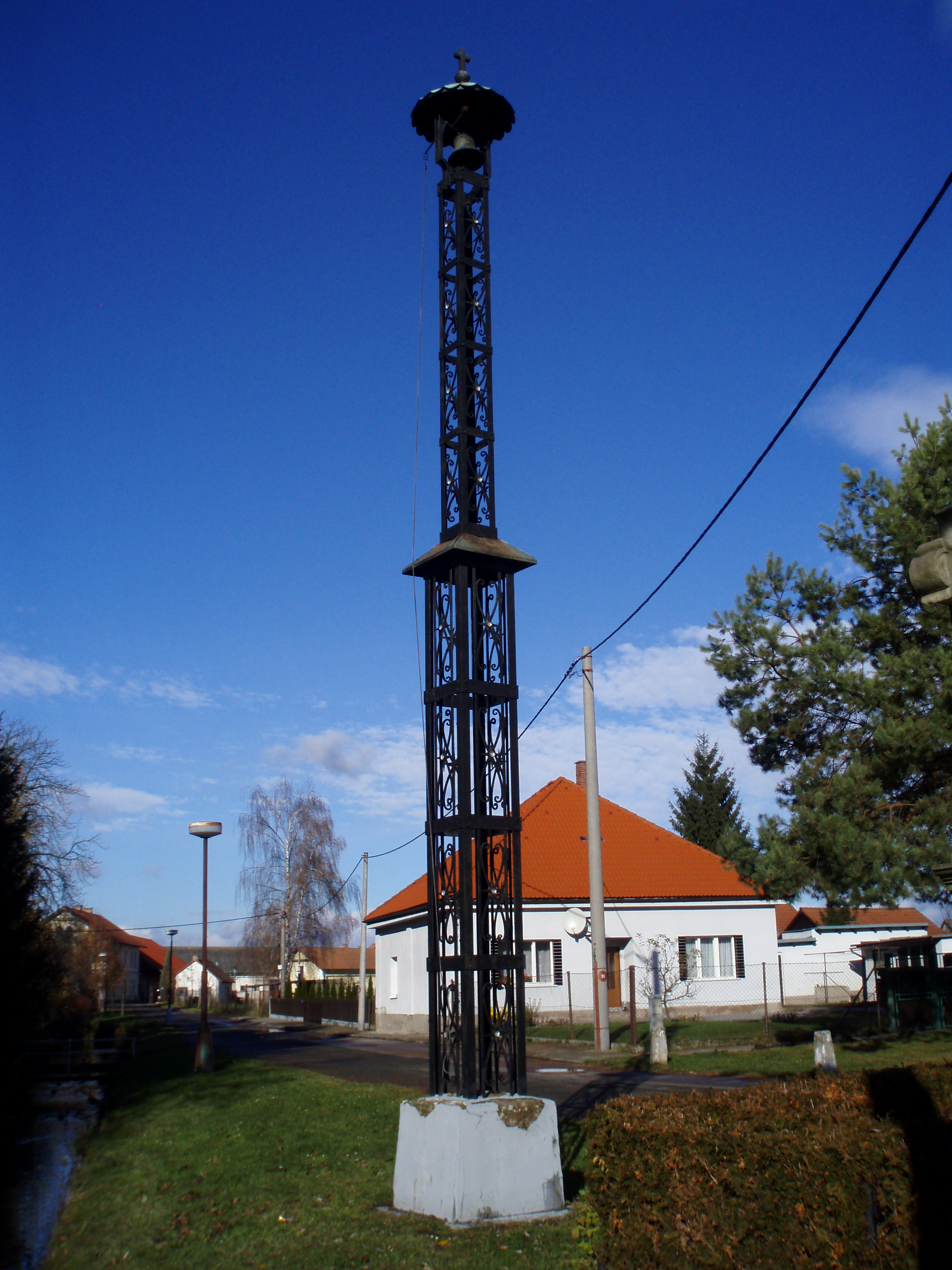
Glockenturm

Plačice (deutsch Platschitz) ist ein Ortsteil der Stadt Hradec Králové in Tschechien. Er liegt fünf Kilometer südwestlich des Stadtzentrums von Hradec Králové und gehört zum Okres Hradec Králové.

## Geographie
Plačice befindet sich am Bach Plačický potok (Stößerbach) in der Východolabská tabule (Tafelland an der östlichen Elbe). Südwestlich erhebt sich der Plačický kopec (Platschitz, 245 m n.m.). Östlich des Dorfes liegen die Baggerseen Dubina, Panelárna und Borovinka; südlich der Plačický písník. Durch Plačice verläuft die Straße II/324/333 zwischen Nechanice und Opatovice nad Labem bzw. Lázně Bohdaneč; nördlich führt die Silnice I/11 zwischen Hradec Králové und Chlumec nad Cidlinou vorbei. Südlich und östlich des Dorfes verläuft die Bahnstrecke Chlumec nad Cidlinou–Międzylesie, von der am Abzweig Plačice ein Gleis zur Bahnstrecke Pardubice–Liberec führt. 500 m westlich von Plačice entsteht derzeit ein neuer Abschnitt der Dálnice 11.
Nachbarorte sind Chaloupky, Svobodné Dvory und Bohdaneč im Norden, Kukleny und Pražské Předměstí im Nordosten, Šosteny, Nový Březhrad und Malý Březhrad im Osten, Březhrad im Südosten, Pohřebačka, Liščí und Libišany im Süden, Praskačka, Vlčkovice und Urbanice im Südwesten, Nové Hvozdnice, Hvozdnice und Hřibsko  im Westen sowie Těchlovice und Stěžery im Nordwesten.

## Geschichte
Die erste schriftliche Erwähnung von Plačice erfolgte 1073 bzw. 1085 in der Gründungsurkunde des Klosters Opatowitz; das Dorf gehörte zur anfänglichen Dotation des Benediktinerklosters durch Vratislav II. Nachdem das Kloster 1421 von den Hussiten unter Diviš Bořek von Miletínek und Aleš von Riesenburg geplündert und niedergebrannt worden war, bemächtigten sich Diviš Bořek und die Stadt Hradec Králové der ausgedehnten Besitzungen. Gemäß einer zwischen beiden geschlossenen Vereinbarung fiel der Teil der Klostergüter nördlich von Plačice der Stadt zu, während Diviš Bořek aus dem größeren südlichen Teil die Herrschaft Kunburg bildete. Um Plačice stritten sich beide Seiten zwei Jahre lang, da auch die Stadt das Dorf beanspruchte. Nach Beilegung des Streits verblieb Plačice bei der Herrschaft Kunburg.
Als Kaiser Sigismund im November 1436 die Stadt angreifen ließ, um Ambrož Hradecký zu unterwerfen, schlug der von Diviš Bořek angeführte Teil des kaiserlichen Heeres am 6. November sein Lager bei Plačice auf, während der von Wilhelm Kostka von Postupitz angeführte andere Teil bei Wysoka lagerte. In der Nacht überfielen die Königgrätzer Söldner unter Hauptmann Zdislav Mnich von Roudnice das Lager von Diviš Bořek, der mit seinen Leuten auf die Kunburg flüchtete. Anschließend zerschlugen sie im Gefecht bei Wysoka auch an anderen Teil des Heeres.
In der Mitte des 15. Jahrhunderts erwarb Georg von Podiebrad das Dorf. Am 5. April 1465 überschrieb er die Herrschaft Pardubitz einschließlich der ehemaligen Klosterdörfer Plačice, Vysoká, Březhrad, Lhota, Krásnice, Sedlice, Urbanice, Hvozdnice, Vlčkovice, Stěžery, Roudnička und dem Wald Krivec seinen Söhnen Viktorin, Heinrich und Hynek von Münsterberg. 1472 fiel die Herrschaft Pardubitz Heinrich von Münsterberg zu, er verkaufte das Dorf an die Stadt Königgrätz. Wegen deren Beteiligung am böhmischen Ständeaufstand konfiszierte Kaiser Ferdinand I. 1547 sämtliche Königgrätzer Stadtgüter und verkaufte die meisten der eingezogenen Dörfer, darunter auch Plačice an Johann von Pernstein. Dessen Sohn Jaroslav veräußerte das Dorf wieder an die Stadt.
Im Jahre 1836 bestand das im Königgrätzer Kreis gelegene Dorf Platschitz bzw. Plačice aus 52 Häusern, in denen 368 Personen lebten. 51 Häuser gehörten zur Herrschaft Königgrätz, ein Haus mit sechs Einwohnern zum Fideikommissgut Stößer. Im Ort gab es zwei Wirtshäuser. Pfarr- und Schulort war Kuklena. Bis zur Mitte des 19. Jahrhunderts blieb Platschitz der k.k. Herrschaft Königgrätz untertänig.
Nach der Aufhebung der Patrimonialherrschaften bildete Plačice ab 1849 eine Gemeinde im Gerichtsbezirk Königgrätz. Ab 1868 gehörte die Gemeinde zum Bezirk Königgrätz. Im Jahre 1890 lebten in den 61 Häusern des Dorfes 618 Personen. 1927 hatte Plačice 720 Einwohner. 1949 wurde Plačice dem Okres Hradec Králové-okolí zugeordnet; dieser wurde im Zuge der Gebietsreform von 1960 aufgehoben, seitdem gehört das Dorf zum Okres Hradec Králové. Am 26. November 1971 wurde Plačice in die Stadt Hradec Králové eingemeindet. Am 3. März 1991 hatte der Ort 738 Einwohner; beim Zensus von 2001 lebten in den 200 Wohnhäusern von Plačice 686 Personen.

## Ortsgliederung
Der Ortsteil Plačice besteht aus den Grundsiedlungseinheiten Borovinka – volkstümlich Malý Březhrad genannt – und Plačice. Der Ortsteil bildet einen Katastralbezirk.

## Sehenswürdigkeiten
- Steinernes Kreuz und schmiedeeisernes Glockentürmchen auf dem Dorfplatz

## Persönlichkeiten
- Georg Reichert (1811–1891), Politiker, Mitglied des Reichstages
- Wenzel Reichert (1834–1912), Politiker, Mitglied des Böhmischen Landtages